# ديفيد بيكر (عازف قيثارة)
ديفيد بيكر (بالإنجليزية: David Becker)‏ هو عازف جاز وعازف قيثارة أمريكي، ولد في 20 أكتوبر 1961 في سينسيناتي في الولايات المتحدة.

## وصلات خارجية
- الموقع الرسمي
- دايفيد بيكر على موقع ميوزك برينز (الإنجليزية)
- دايفيد بيكر على موقع ميوزك برينز (الإنجليزية)
- دايفيد بيكر على موقع ديسكوغز (الإنجليزية)